# Der Bäbu
Pour les articles homonymes, voir Babu.
Versions successives
Personnages
Hindous
- Bäbu Brischmohun Bonurschi, Sirdar des Gouverneurs et chef des Fakirs (baryton)
- Rhotun Ghoos, Mukhtar d'Ali (ténor)
- Gosain, fakir (basse)
- Schela, fakir
- Srikischun, Sizoy
- Lal Schrab, Rhansaman du Babu
- Ramanund, Hurkaru du Babu
- Hoschi, Hurkaru du Babu
- Ramnarajun, Hurkaru du Babu
- Budhun, Hurkaru du Babu
- Radschah, Hurkaru du Babu
- Rambuksch, Hurkaru du Babu

Musulmans
- Nabob Jussuf Ali Khan, Shagidar de la noble tribu des Afghans (basse)
- Dilafrose, sa fille (soprano)
- Mubaruk, le fils de Dilafrose et de Forester, âgé de 5 ans
- Malik, le vieux serviteur d'Alo
- Gulru, fille de Dilafrose

Anglais
- Lady Wrougthon, épouse du gouverneur de Calcutta (soprano)
- Eva Eldridge, sa nièce (soprano)
- Heinrich Forester, capitaine, commandant du fort Bhopawar, dans la région de Sangur (ténor)
- Friedrich Mosely (ténor)
- Muton, juge (basse)
- Tynebutt, un percepteur (basse)
- Mary Wyndham, une jeune fille (soprano)

Der Bäbu est un opéra de Heinrich Marschner basé sur un livret de Wilhelm August Wohlbrück.

## Argument
Prologue et premier acte
Le Babu est un Hindou qui, en raison de sa nature hypocrite, sournoise, câline et flexible, s'affirme comme le chef des fakirs, sait gagner la confiance des Européens et utilise à la fois pour s'enrichir et ensuite profiter d'une tranquillité luxuriante de la vie. Car le pieux petit-fils de brahmane n’est pas opposé aux plaisirs sensuels, surtout un grand ami de l’eau sucrée.
Le Babu est en conflit avec un chef afghan, appelé Ali, dans un procès devant le tribunal anglais, et qu'il sait gagner en soudoyant les témoins et en falsifiant un acte. Dans le même temps, il a un œil sur Dilafrose, la fille d'Ali, et s'arrête chez son père, mais est rejeté par le fier Muselmann avec mépris.
Dilafrose est associée à un Anglais, Forester, par les liens du mariage et de l'amour tendre. Pour sauver la vie de son bien-aimé, dont la santé souffre du climat indien, pour ne pas le retenir ici, elle plonge dans la rivière, mais elle est sauvée par une heureuse coïncidence. Forester se rend alors en Angleterre, croyant que Dilafrose est morte, et s'engage par gratitude avec Eva, une jeune Anglaise. Rappelé en Inde avant son mariage, il retrouve Dilafrose. Doublement attaché, il cherche maintenant à se débarrasser d'un boulet, et maintenant, pour être complètement avec Dilafrose, il fait croire à son décès en Angleterre ; Eva, complètement perdue, vient à Calcutta chez une amie, Lady Wrougthon, pour se consoler après la perte de son époux. Elle séduit un jeune officier, Mosely, pour qu’il entame bientôt une relation amicale avec elle et avoue son amour.
Forester, cependant, informé de l'arrivée d'Eva, fait croire à son enlèvement, quitte secrètement sa femme et vient déguisé à Calcutta. L'amour et la jalousie vont de pair ; Dilafrose soupçonne que son mari la trompe et cherche à se consoler chez son père.
Un bal masqué est organisé par Lady Wrougthon. Forester, Eve, Dilafrose, Mosely et Babu, toutes les personnes dont la vie est mise en conflit par le destin, se retrouvent ensemble, en partie masquées et ne se reconnaissent pas. Forester apparaît comme un diseur de bonne aventure et après avoir pratiqué son art avec certains et prophétisé, entre autres, la mort de Babu, il s’adresse à Eva dans un endroit isolé, la met en garde contre le long séjour à Calcutta. Il découvre que Mosely l'aime, annonce son identité et disparaît, poursuivie par les servantes de Lady Wrougthon.
Deuxième acte
Dans un endroit isolé du jardin de Lady Wrougthon, fatigué et épuisé, Forester s'installe sur un canapé et s'endort. Une musique douce accompagne ses rêves de déclaration à Eva. Dilafrose le recherche encore et s'apprête à explorer son âme avec l'aide de la magie persane. Par un tendre chant de sorcellerie, Forester apparaît dans le rêve. Son cœur fidèle se révèle en elle. Dilafrose, submergée par le sentiment de bonheur, le réveille avec un baiser ; il tombe dans ses bras.
Le Babu poursuit également son plan et Dilafrose est enlevée de force. Ils vont dans son appartement, dans son temple pour Shiva, entourés de fakirs, qui chantent, s'enivrent de vin et de parfums. C'est à ce moment que se croisent les deux intrigues : Forester apparaît au Babu, qui, ivre, avoue qu'il a échangé le document d'Ali pour un faux et possède le vrai. Forester s'en va vers le tribunal tandis que le Babu continue son festin.
Troisième acte
Forester se réconcilie avec Eva, qui est devenue l'épouse de Mosely. La nouvelle de l'enlèvement de Dilafrose interrompt la scène de la réconciliation et, alors que les soupçons pèsent sur le Babu, Forester part rapidement vers le temple de Shiva. Le Babu coince Dilafrose; mais elle l'enchante avec une grâce charmante de la danse, de sorte qu'il tombe bientôt ivre et abasourdi. Pendant ce temps, Forester arrive, la femme libérée tombe dans les bras de son père et de son amant. Le Babu est maintenant exposé et puni.

## Orchestration
| Instrumentation de Der Bäbu                                  |
| Bois                                                         |
| 2 flûtes, 1 piccolo, 2 clarinettes, deux hautbois, 2 bassons |
| Cuivres                                                      |
| 4 cors, 3 trombones                                          |
| Percussions                                                  |
| Timbales, une grosse caisse, cymbales, triangle              |
| Instrument à cordes frottées                                 |
| 2 violons, un alto, 2 violoncelles, 2 contrebasses           |

## Structure
Der Bäbu est un opéra-comique avec de nombreux numéros de musique (solo, numéros d'ensemble et chœurs, ballets), des dialogues parlés et des rôles parlés et muets.
Premier acte
- N°1 Introduction (Ali, Babu, Muton, Rhotun Ghoos, chœur)
- N°2 Duo (Ali, Babu)
- N°3 Duo (Ali, Dilafrose)
- N°4 Romance (Dilafrose)
- N°5 Arioso et aria (Forester)
- N°6 Finale (Babu, Lady, Mosely, Eva, Mary, Tynebutt, Forester, chœur)
  - a) Aria
  - b) Duo
  - c) Terzettino
  - d) Chœur
  - e) Procession festive
  - f) Scène du devin
  - g) Chœur des marins
  - h) Mouvement final

Deuxième acte
- N°7 Scène de romance et duo (Forester, Dilafrose)
- N°8 Récitatif et chanson (Dilafrose)
- N°9 Quintette (quatre personnes masqués, Dilafrose)
- N°10 Chœur et récitatif (chœur des hurkarus, Babu, Gosain)
- N°11 Chanson (Babu)
- N°12 Scène et aria (Bebu)

Troisième acte
- N°13 Quintette avec chœur(Eva, Lady, Mosely, Forester, Ali)
- N°14 Chœur du fakir
- N°15 Finale (Bäbu, Dilafrose, Forester, Ali, Gosain, Eva, Lady, Mosely, Rhotun Ghoos, chœur)

## Histoire
La pièce est écrite en 1836 et 1837. Wohlbrück et Marschner ont probablement été inspirés pour le plan de l'opéra en lisant le livre anonyme Der Bäbu - Lebensbilder aus Ostindien (traduction de The Baboo and Other Tales Descriptive of Society in India. Smith, Elder, and Co., London 1834; d'Augustus Prinsep (de), complété par son frère Henry Thoby Prinsep. Traduction : Karl Andree (de)).
À partir de ces "scènes de vie", Marschner demande à Wohlbrück un texte d'opéra avec comme motif, le "Wah! Wah!", le prêtre hindou doit faire forte impression, mais le compositeur ne suggère pas davantage le scénario. Wohlbrück désespère de son travail jusqu'à la fin. Parmi les habitants de Calcutta se trouvent sept Anglais, cinq Musulmans et douze Hindous. Parmi ces derniers, le babu Brischmohun Bonurschi, nommé Sirdar du gouverneur et chef des fakirs.
Malgré de grands applaudissements, la musique est perçue comme trop artificielle et trop étirée. Le baryton Traugott Gey (de) incarne Babu, le soprano Adele Jazedé Dilafrose (c'est pourquoi Marschner fait la première à l'opéra à Hanovre) et le ténor Eduard Holzmiller Forester. La salaire est de 150 thalers, et la répétition selon les bénéfices, soit 23 thalers. Marschner dédicace sa partition pour piano à l'épouse de l'héritier du trône, Hélène de Mecklembourg-Schwerin.
Der Bäbu n'a que cinq représentations à Hanovre, il est aussi un échec à Francfort en 1838, mais il est aussi donné à Breslau et à Copenhague.
Carl Czerny publie en 1840 un pot-pourri pour piano intitulé Drei brillante Fantasien über die ausgewählten Motive aus der Oper Bäbu von H. Marschner.
En 1901 le biographe de Marschner, Georg Münzer, croit que Der Bäbu semble viable même dans sa forme originale, mais il note que l'opéra pourrait être rendu encore plus efficace par un remaniement, et en 1907, il présente une adaptation. En 1930, Leopold Hirschberg (de) et Curt Neumann font une version courte (Stuttgart) et en 1933, Erwin von Clarmann présente Ali Ben Bäbu, une version raccourcie pour la NDR.
En juillet 2018, l'Opéra de chambre de Neubourg (de) donne Der Bäbu dans une mise en scène de Horst Vladar (de) sous la direction musicale d'Alois Rottenaicher (de).

## Source de la traduction
- (de) Cet article est partiellement ou en totalité issu de l’article de Wikipédia en allemand intitulé « Der Bäbu » (voir la liste des auteurs).